# Norra Kvarntjärnen, Värmland
Norra Kvarntjärnen är en sjö i Filipstads kommun i Värmland och ingår i Göta älvs huvudavrinningsområde. Sjön har en area på 0,0936 kvadratkilometer och ligger 202,2 meter över havet. Sjön avvattnas av vattendraget Hättälven.

## Delavrinningsområde
Norra Kvarntjärnen ingår i det delavrinningsområde (660609-142022) som SMHI kallar för Utloppet av Stora Hättsjön. Medelhöjden är 219 meter över havet och ytan är 26,52 kvadratkilometer. Det finns inga avrinningsområden uppströms utan avrinningsområdet är högsta punkten. Hättälven som avvattnar avrinningsområdet har biflödesordning 5, vilket innebär att vattnet flödar genom totalt 5 vattendrag innan det når havet efter 348 kilometer. Avrinningsområdet består mestadels av skog (79 procent). Avrinningsområdet har 2,92 kvadratkilometer vattenytor vilket ger det en sjöprocent på 11 procent.